# Phillip Tahmindjis
Phillip Tahmindjis (* 7. Februar 1968 in Kensington) ist ein ehemaliger australischer Eisschnellläufer.

## Werdegang
Tahmindjis startete international erstmals in der Saison 1984/85 und errang bei den Juniorenweltmeisterschaften 1985 in Røros den 39. Platz im Kleinen Vierkampf. In den folgenden Jahren belegte er bei den Juniorenweltmeisterschaften 1986 in Québec den 12. Platz im Kleinen Vierkampf, bei den Olympischen Winterspielen 1988 in Calgary den 32. Platz über 1500 m sowie den 31. Rang über 1000 m und bei der Sprintweltmeisterschaft 1989 in Heerenveen den 28. Platz. Zudem startete er bei der Sprintweltmeisterschaft 1987 in Québec, wo er nach drei von vier Läufen disqualifiziert wurde und nahm im November 1986 in Heerenveen erstmals am Eisschnelllauf-Weltcup teil, wobei er den 33. Platz über 1500 m und den 32. Platz über 5000 m errang. Bei der Mehrkampfweltmeisterschaft 1990 in Innsbruck lief er auf den 32. Platz und bei der Mehrkampfweltmeisterschaft 1991 in Heerenveen auf den 31. Rang im Großen Vierkampf. In der Saison 1991/92 kam er bei der Mehrkampfweltmeisterschaft 1992 in Calgary auf den 28. Platz im Großen Vierkampf und bei den Olympischen Winterspielen 1992 in Albertville über 1000 m und 1500 m jeweils auf den 38. Platz sowie über 5000 m auf den 25. Rang. Im Jahr 1993 errang er bei der Sprintweltmeisterschaft in Shibukawa den 27. Platz. In der Saison 1993/94 erreichte er in Milwaukee bei seinen letzten Läufen im Weltcup mit dem Plätzen 17 und 16 über 1000 m seine besten Ergebnisse in dieser Rennserie und nahm an der Sprintweltmeisterschaft 1994 in Calgary teil, wobei er nach drei von vier Läufen disqualifiziert wurde. Letztmals international startete er bei den Olympischen Winterspielen 1994 in Lillehammer. Dort belegte er den 37. Platz über 1000 m und den 36. Rang über 1500 m. Neben den Eisschnelllauf spielte er Eishockey für die Canterbury Eagles. Nach seiner Karriere als Sportler war er mehrere Jahre Leiter der Snowboardschule in Thredbo und wurde danach nationaler Trainingsleiter für Snowboarden in Australien.

## Erfolge

### Olympische Spiele
- 1988 Calgary: 31. Platz 1000 m, 32. Platz 1500 m
- 1992 Albertville: 25. Platz 5000 m, 38. Platz 1000 m, 38. Platz 1500 m
- 1994 Lillehammer: 36. Platz 1500 m, 37. Platz 1000 m

### Mehrkampf-Weltmeisterschaften
- 1990 Innsbruck: 32. Platz Großer Vierkampf
- 1991 Heerenveen: 31. Platz Großer Vierkampf
- 1992 Calgary: 28. Platz Großer Vierkampf

### Sprint-Weltmeisterschaften
- 1987 Québec: DSQ Sprint-Mehrkampf
- 1989 Heerenveen: 28. Platz Sprint-Mehrkampf
- 1993 Shibukawa: 27. Platz Sprint-Mehrkampf
- 1994 Calgary: DSQ Sprint-Mehrkampf

## Persönliche Bestleistungen
| Disziplin | Zeit         | Datum             | Ort             |
| --------- | ------------ | ----------------- | --------------- |
| 500 m     | 38,67 s      | 20. März 1993     | Calgary         |
| 1000 m    | 1:14,97 min  | 20. November 1993 | Calgary         |
| 1500 m    | 1:55,65 min  | 20. März 1993     | Calgary         |
| 3000 m    | 4:11,86 min  | 24. Februar 1990  | Baselga di Piné |
| 5000 m    | 6:57,91 min  | 29. Dezember 1990 | Calgary         |
| 10.000 m  | 14:58,00 min | 29. Dezember 1990 | Calgary         |